# Settopbox

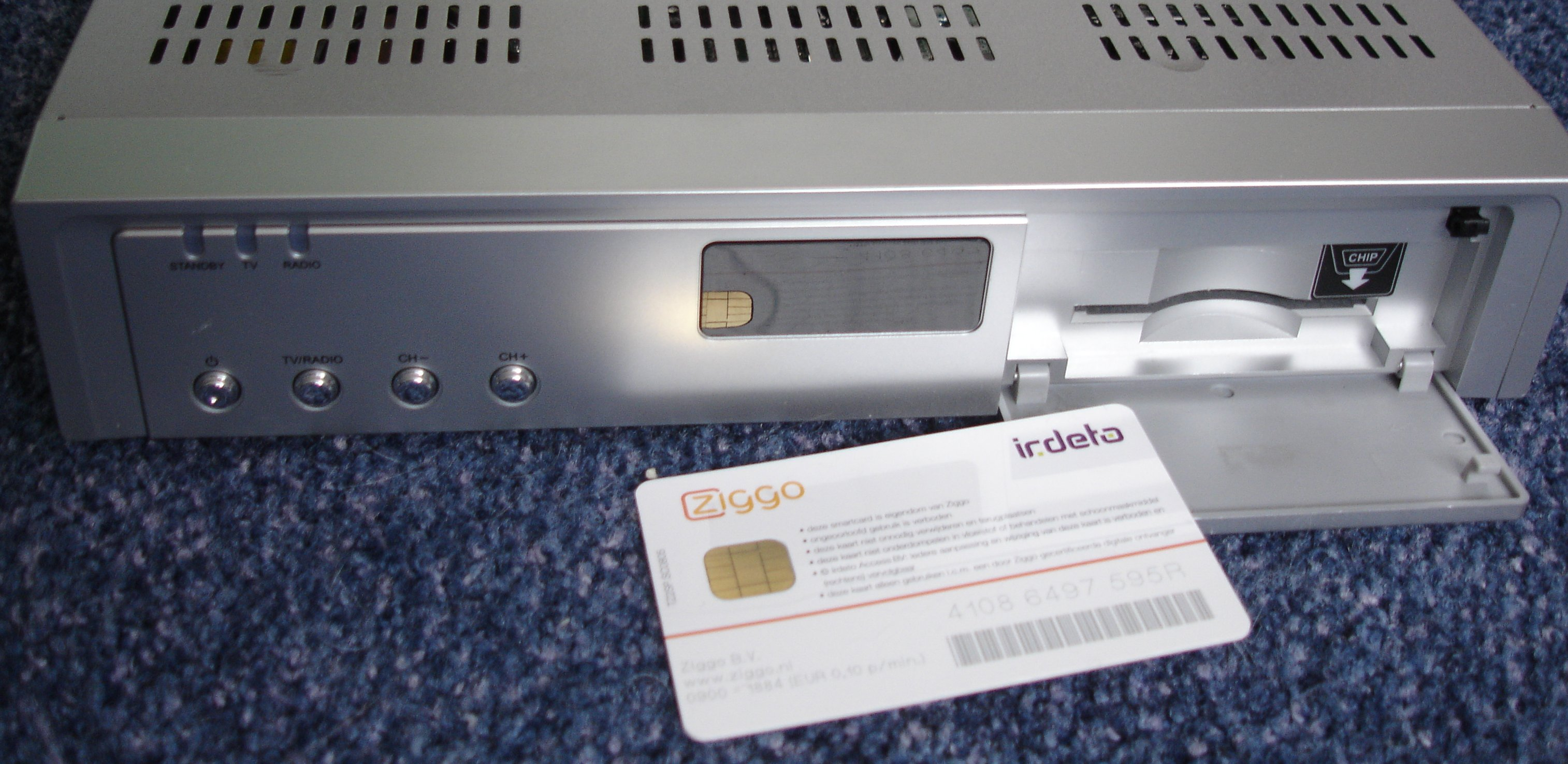
digitale decoder van Ziggo

Een settopbox (afgekort: STB) is een elektronisch apparaat dat een televisie verbindt met externe bronnen (zoals een satellietschotel, kabel, een ethernetverbinding of telefoonlijn) en het signaal decodeert zodat het op de aangesloten televisie te zien is. De naam is afkomstig van het feit dat de box vroeger bovenop (top) de televisie werd geplaatst, waar die nu vervangen zijn door (dunne) flatscreens.

## Satelliet
Satelliettelevisie was het eerste medium dat gebruikmaakte van een settopbox. Provider CanalDigitaal introduceerde in de zomer van 2000 een servicepakket voor de settopbox, onder de naam Set Top Box pakket. Tien jaar later (sinds 1 februari 2010) is CanalDigitaal opgehouden dit pakket aan te bieden en kunnen er alleen nog maar duurdere pakketten gekozen worden.

## Analoog versus digitaal
In de jaren ’60 werd wel een settopbox gebruikt om het tweede televisieprogramma te kunnen ontvangen op een ouder televisietoestel. Het UHF-signaal van het tweede programma werd dan omgezet in een VHF-signaal. Zo’n kastje werd destijds een voorzetapparaat of UHF-converter genoemd.

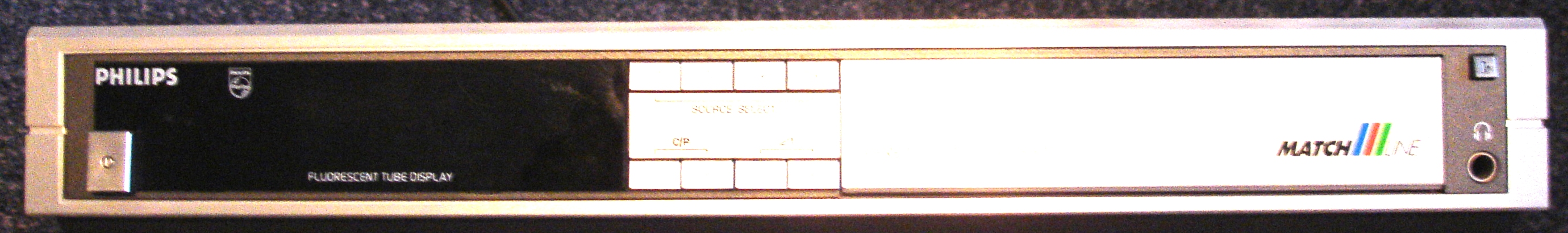
Een Philips-settopbox avant la lettre (omstreeks 1980)

Tegenwoordig bestaat het signaal van de externe bronnen uit digitaal gecodeerde video, audio, internetwebsites en/of interactieve spellen.
Een digitale settopbox is nodig om digitale televisie te ontvangen indien een televisietoestel geen ingebouwde tuner voor digitale signalen heeft of omdat de signalen anders gecodeerd worden.
Een settopbox heeft niet altijd een tuner, bijvoorbeeld om een analoog versleuteld signaal om te zetten in een zichtbaar beeld. De huidige settopboxen zijn in wezen tuners met een DVB-C of een DVB-T-decodering naar digitale beeldkwaliteit: DVB-C voor kabeltelevisie van Telenet (productnaam: digicorder of digibox), DVB-T voor Digitenne van KPN.

## Radio
Een moderne settopbox is ook geschikt voor de ontvangst van radioprogramma's.
Er zijn dan ook meestal aansluitingen voor de ingang van een versterker. In de praktijk wordt echter meestal het televisietoestel gebruikt voor de weergave. Nadelen hiervan zijn het energieverbruik en meestal de lagere geluidskwaliteit. Op het televisiescherm verschijnt bij radio-ontvangst een beeld dat door de settopbox gegenereerd wordt, bijvoorbeeld een plaatje van een luidspreker, van muzieknoten of de naam van de zender.

## Video on Demand
Een settopbox is vaak in staat om MPEG-4- of Windows Media-datastromen rechtstreeks op de televisie af te spelen. De verwachting is dat hdtv (Hoge Definitie Televisie) in de toekomst voornamelijk in deze formaten zal worden gestreamd, en dat MPEG-1 en MPEG-2 in dit segment zullen verdwijnen. Interessante voorbeelden voor muziekstreaming naar de woonkamer brengen zijn de Streamium-apparaten van Philips (Icecast-, MP3- en mpeg-4-gebaseerd) en de Airport Express (Icecast-, MP3- en AAC-gebaseerd). Tal van fabrikanten brengen dergelijke kastjes op de markt, al dan niet in gesloten vorm (Triple Play) als openinternetvorm (Open Play). Enkele voorbeelden zijn de Amino, Windows Media Center en Apple TV.